# Гусарка (Саратовская область)
Гуса́рка — посёлок в Перелюбском районе Саратовской области. Входит в состав Молодёжного муниципального образования.

## География
Посёлок находится на расстоянии примерно 40 км (по прямой) к западу от села Перелюб, административного центра района.

### Часовой пояс
Посёлок Гусарка, как и вся Саратовская область, находится в часовой зоне МСК+1. Смещение применяемого времени относительно UTC составляет +4:00.

## История
Посёлок основан в 1928 году переселенцами из украинских губерний.

## Население
| 2002 | 2010 |
| ---- | ---- |
| 189  | ↘115 |

### Национальный состав
Согласно результатам переписи 2002 года, в национальной структуре населения русские составляли 38 % из 189 чел.